# 芳賀綱高
芳賀 綱高（はが つなたか）は、室町時代後期から戦国時代にかけての武将。下野宇都宮氏の家臣。下野国勝山城（氏家城）主。

## 略歴
芳賀氏は清原氏の後裔。下野国の有力武士団・清党の棟梁で益子氏の紀党と共に紀清両党と呼ばれる。綱高の家系は芳賀高清を祖とする芳賀氏庶流。氏家地方の領主であり、政治的な面において勝山城主の芳賀氏は飛山城主の芳賀氏宗家と一線を画し、独自の立場を取っていた事が明らかにされている。
宇都宮氏17代当主・宇都宮成綱から偏諱を受け綱高を名乗る。成綱に厚く信頼されていたという。
長享3年（1489年）の今宮神社の棟札に主君であり神主でもあった成綱の名の隣に綱高の名前が記されている。